# Campeonato Ecuatoriano de Fútbol Serie B 1972
El Campeonato Ecuatoriano de Fútbol Serie B 1972, conocido oficialmente como «Campeonato Nacional de Fútbol Serie B 1972», fue la 2.ª y 3.ª edición del Campeonato nacional de fútbol profesional de la Serie B en Ecuador si se cuentan como torneos cortos y 2.ª en años. El torneo fue organizado por la Asociación Ecuatoriana de Fútbol (hoy Federación Ecuatoriana de Fútbol). Por primera vez hubo ascenso a mitad de año, subían los 2 primeros al final de la Primera etapa y así mismo ascendían dos equipos al final de la Segunda etapa. Tuvo la particularidad que para declarar al goleador del campeonato se tomaba en cuenta la Serie B.
Liga Deportiva Universitaria de Portoviejo obtuvo su primer título en su historia al lograr ganar la Primera etapa y Deportivo Cuenca logró su primer título en la Segunda etapa.

## Sistema de juego
El Campeonato Ecuatoriano de la Serie B 1972 se jugó de la siguiente manera:
Primera etapa
Se jugó a una sola etapa en encuentros de ida y vuelta (14 fechas) de las cuales los dos equipos el mejor de la tabla sería proclamado campeón y al segundo mejor ubicado sería el subcampeón así mismo ambos equipos jugarían en la 2.ª etapa del Campeonato Ecuatoriano de Fútbol 1972.
Segunda etapa
Se jugó a una sola etapa en encuentros de ida y vuelta (14 fechas) de las cuales los 4 equipos mejor posicionados jugarían en el Campeonato Ecuatoriano de Fútbol 1973, si uno de los 4 equipos fuera de Quito, tendría que jugar en los juegos de promoción del descenso con el equipo de dicha ciudad que haya tenido el menor puntaje del Campeonato Ecuatoriano de Fútbol 1972, así mismo si lograse pasar, tendría que jugar contra el campeón de la Segunda Categoría de Pichincha, siempre y cuando también sea de la misma ciudad el ganador de dichos encuentros lograría jugar en el Campeonato Ecuatoriano de Fútbol 1973, mientras que el resto de equipos que no lo lograsen jugarían para la siguiente campaña en los Campeonatos Provinciales de la Segunda Categoría.

## Primera etapa

### Relevo anual de clubes
| Pos.  | de la Serie A      |
| ----- | ------------------ |
| 1º    | 9 de Octubre       |
| 2º    | Deportivo Quito    |
| Prom. | Politécnico        |
| Prom. | Liga de Portoviejo |
| Prom. | Juventud Italiana  |
| Prom. | Deportivo Cuenca   |

| Pos.  | de la Serie B |
| ----- | ------------- |
| Prom. | Norte América |
| Prom. | Brasil        |

| Pos.  | de la Segunda División del Guayas |
| ----- | --------------------------------- |
| Prom. | Guayaquil Sport                   |

| Pos.  | de la Segunda División de Tungurahua |
| ----- | ------------------------------------ |
| Prom. | América de Ambato                    |

### Datos de los clubes
| Equipo             | Ciudad                                                | Provincia  |
| ------------------ | ----------------------------------------------------- | ---------- |
| América de Ambato  | Ambato                                                | Tungurahua |
| Deportivo Cuenca   | Cuenca                                                | Azuay      |
| Deportivo Quito    | Quito                                                 | Pichincha  |
| Guayaquil Sport    | Guayaquil                                             | Guayas     |
| Juventud Italiana  | [[Archivo:\|20x20px\|border\|Bandera de Manta]] Manta | Manabí     |
| Liga de Portoviejo | Portoviejo                                            | Manabí     |
| Politécnico        | Quito                                                 | Pichincha  |
| 9 de Octubre       | Guayaquil                                             | Guayas     |

### Equipos por ubicación geográfica
| Provincia  | N.º | Equipos                                  |
| ---------- | --- | ---------------------------------------- |
| Guayas     | 2   | - Guayaquil Sport - 9 de Octubre         |
| Manabí     | 2   | - Juventud Italiana - Liga de Portoviejo |
| Pichincha  | 2   | - Deportivo Quito - Politécnico          |
| Azuay      | 1   | - Deportivo Cuenca                       |
| Tungurahua | 1   | - América de Ambato                      |

| Juventud Italiana Liga de Portoviejo Guayaquil Sport 9 de Octubre Politécnico Deportivo Quito Deportivo Cuenca América de Ambato |

### Partidos y resultados
| Fecha 1           | Fecha 1   | Fecha 1            |
| Equipo Local      | Resultado | Equipo Visitante   |
| ----------------- | --------- | ------------------ |
| 9 de Octubre      | 0 - 1     | Liga de Portoviejo |
| Juventud Italiana | 1 - 0     | Guayaquil Sport    |
| Deportivo Cuenca  | 0 - 1     | Deportivo Quito    |
| Politécnico       | 2 - 1     | América de Ambato  |

| Fecha 2            | Fecha 2   | Fecha 2           |
| Equipo Local       | Resultado | Equipo Visitante  |
| ------------------ | --------- | ----------------- |
| Guayaquil Sport    | 1 - 1     | Politécnico       |
| Liga de Portoviejo | 3 - 2     | Deportivo Cuenca  |
| América de Ambato  | 2 - 1     | Juventud Italiana |
| Deportivo Quito    | 3 - 2     | 9 de Octubre      |

| Fecha 3           | Fecha 3   | Fecha 3            |
| Equipo Local      | Resultado | Equipo Visitante   |
| ----------------- | --------- | ------------------ |
| 9 de Octubre      | 1 - 1     | América de Ambato  |
| Juventud Italiana | 1 - 1     | Deportivo Quito    |
| Deportivo Cuenca  | 1 - 1     | Guayaquil Sport    |
| Politécnico       | 3 - 0     | Liga de Portoviejo |

| Fecha 4            | Fecha 4   | Fecha 4           |
| Equipo Local       | Resultado | Equipo Visitante  |
| ------------------ | --------- | ----------------- |
| Guayaquil Sport    | 1 - 0     | 9 de Octubre      |
| Liga de Portoviejo | 5 - 1     | Juventud Italiana |
| América de Ambato  | 2 - 4     | Deportivo Cuenca  |
| Deportivo Quito    | 1 - 2     | Politécnico       |

| Fecha 5           | Fecha 5   | Fecha 5            |
| Equipo Local      | Resultado | Equipo Visitante   |
| ----------------- | --------- | ------------------ |
| Guayaquil Sport   | 4 - 2     | América de Ambato  |
| Juventud Italiana | 2 - 2     | Politécnico        |
| Deportivo Cuenca  | 2 - 2     | 9 de Octubre       |
| Deportivo Quito   | 0 - 0     | Liga de Portoviejo |

| Fecha 6            | Fecha 6   | Fecha 6           |
| Equipo Local       | Resultado | Equipo Visitante  |
| ------------------ | --------- | ----------------- |
| 9 de Octubre       | 1 - 1     | Juventud Italiana |
| Liga de Portoviejo | 1 - 0     | Guayaquil Sport   |
| América de Ambato  | 0 - 0     | Deportivo Quito   |
| Politécnico        | 2 - 2     | Deportivo Cuenca  |

| Fecha 7            | Fecha 7   | Fecha 7           |
| Equipo Local       | Resultado | Equipo Visitante  |
| ------------------ | --------- | ----------------- |
| Guayaquil Sport    | 1 - 0     | Deportivo Quito   |
| Liga de Portoviejo | 2 - 1     | América de Ambato |
| Deportivo Cuenca   | 4 - 1     | Juventud Italiana |
| Politécnico        | 3 - 1     | 9 de Octubre      |

| Fecha 8            | Fecha 8   | Fecha 8           |
| Equipo Local       | Resultado | Equipo Visitante  |
| ------------------ | --------- | ----------------- |
| Guayaquil Sport    | 5 - 1     | Juventud Italiana |
| Liga de Portoviejo | 2 - 1     | 9 de Octubre      |
| América de Ambato  | 2 - 1     | Politécnico       |
| Deportivo Quito    | 2 - 1     | Deportivo Cuenca  |

| Fecha 9           | Fecha 9   | Fecha 9            |
| Equipo Local      | Resultado | Equipo Visitante   |
| ----------------- | --------- | ------------------ |
| 9 de Octubre      | 1 - 3     | Deportivo Quito    |
| Juventud Italiana | 2 - 0     | América de Ambato  |
| Deportivo Cuenca  | 2 - 1     | Liga de Portoviejo |
| Politécnico       | 1 - 1     | Guayaquil Sport    |

| Fecha 10           | Fecha 10  | Fecha 10          |
| Equipo Local       | Resultado | Equipo Visitante  |
| ------------------ | --------- | ----------------- |
| Guayaquil Sport    | 1 - 1     | Deportivo Cuenca  |
| Liga de Portoviejo | 1 - 0     | Poltécnico        |
| América de Ambato  | 3 - 1     | 9 de Octubre      |
| Deportivo Quito    | 2 - 0     | Juventud Italiana |

| Fecha 11          | Fecha 11  | Fecha 11           |
| Equipo Local      | Resultado | Equipo Visitante   |
| ----------------- | --------- | ------------------ |
| 9 de Octubre      | 3 - 8     | Guayaquil Sport    |
| Juventud Italiana | 1 - 2     | Liga de Portoviejo |
| Deportivo Cuenca  | 4 - 3     | América de Ambato  |
| Politécnico       | 1 - 4     | Deportivo Quito    |

| Fecha 12           | Fecha 12  | Fecha 12          |
| Equipo Local       | Resultado | Equipo Visitante  |
| ------------------ | --------- | ----------------- |
| 9 de Octubre       | 1 - 4     | Deportivo Cuenca  |
| Liga de Portoviejo | 5 - 2     | Deportivo Quito   |
| América de Ambato  | 0 - 1     | Guayaquil Sport   |
| Politécnico        | 6 - 0     | Juventud Italiana |

| Fecha 13          | Fecha 13  | Fecha 13               |
| Equipo Local      | Resultado | Equipo Visitante       |
| ----------------- | --------- | ---------------------- |
| Guayaquil Sport   | 0 - 2     | Liga de Portoviejo (C) |
| Juventud Italiana | 3 - 3     | 9 de Octubre           |
| Deportivo Cuenca  | 2 - 1     | Politécnico            |
| Deportivo Quito   | 3 - 1     | América de Ambato      |

| Fecha 14             | Fecha 14  | Fecha 14           |
| Equipo Local         | Resultado | Equipo Visitante   |
| -------------------- | --------- | ------------------ |
| 9 de Octubre         | 3 - 2     | Politécnico        |
| Juventud Italiana    | 3 - 4     | Deportivo Cuenca   |
| América de Ambato    | 2 - 1     | Liga de Portoviejo |
| Deportivo Quito (SC) | 2 - 0     | Guayaquil Sport    |

### Tabla de posiciones
|  |  |    | Equipo             | PJ | PG | PE | PP | GF | GC | DG  | PTS |
|  |  | -- | ------------------ | -- | -- | -- | -- | -- | -- | --- | --- |
|  |  | 1. | Liga de Portoviejo | 14 | 10 | 1  | 3  | 26 | 15 | +9  | 21  |
|  |  | 2. | Deportivo Quito    | 14 | 8  | 3  | 3  | 24 | 15 | +9  | 19  |
|  |  | 3. | Deportivo Cuenca   | 14 | 7  | 4  | 3  | 33 | 24 | +9  | 18  |
|  |  | 4. | Guayaquil Sport    | 14 | 6  | 4  | 4  | 24 | 16 | +8  | 16  |
|  |  | 5. | Politécnico        | 14 | 5  | 4  | 5  | 27 | 21 | +6  | 14  |
|  |  | 6. | América de Ambato  | 14 | 4  | 2  | 8  | 20 | 27 | -7  | 10  |
|  |  | 7. | Juventud Italiana  | 14 | 2  | 4  | 8  | 18 | 37 | -19 | 8   |
|  |  | 8. | 9 de Octubre       | 14 | 1  | 4  | 9  | 20 | 35 | -15 | 6   |

PJ = Partidos jugados; PG = Partidos ganados; PE = Partidos empatados; PP = Partidos perdidos; GF = Goles a favor; GC = Goles en contra; DG = Diferencia de gol; PTS = Puntos
|  | Campeón, ascendió a la Segunda etapa de la Serie A 1972.    |
|  | Subcampeón, ascendió a la Segunda etapa de la Serie A 1972. |

### Campeón
| |
| Liga Deportiva Universitaria de Portoviejo 1.er título Ascendió a la Segunda etapa de la Serie A 1972 |
| También ascendió Sociedad Deportivo Quito como subcampeón.                                            |

## Segunda etapa

### Relevo semestral de clubes
| Pos. | de la Primera etapa de la Serie A |
| ---- | --------------------------------- |
| 7º   | Universidad Católica              |
| 8º   | Olmedo                            |

| Pos. | de la Primera etapa de la Serie B |
| ---- | --------------------------------- |
| 1º   | Liga de Portoviejo                |
| 2º   | Deportivo Quito                   |

### Datos de los clubes
| Equipo               | Ciudad                                                | Provincia  |
| -------------------- | ----------------------------------------------------- | ---------- |
| América de Ambato    | Ambato                                                | Tungurahua |
| Deportivo Cuenca     | Cuenca                                                | Azuay      |
| Guayaquil Sport      | Guayaquil                                             | Guayas     |
| Juventud Italiana    | [[Archivo:\|20x20px\|border\|Bandera de Manta]] Manta | Manabí     |
| Olmedo               | Riobamba                                              | Chimborazo |
| Politécnico          | Quito                                                 | Pichincha  |
| Universidad Católica | Quito                                                 | Pichincha  |
| 9 de Octubre         | Guayaquil                                             | Guayas     |

### Equipos por ubicación geográfica
| Provincia  | N.º | Equipos                              |
| ---------- | --- | ------------------------------------ |
| Guayas     | 2   | - Guayaquil Sport - 9 de Octubre     |
| Pichincha  | 2   | - Politécnico - Universidad Católica |
| Azuay      | 1   | - Deportivo Cuenca                   |
| Chimborazo | 1   | - Olmedo                             |
| Manabí     | 1   | - Juventud Italiana                  |
| Tungurahua | 1   | - América de Ambato                  |

| Juventud Italiana Guayaquil Sport 9 de Octubre Universidad Católica Politécnico Deportivo Cuenca Olmedo América de Ambato |

### Partidos y resultados
| Fecha 1              | Fecha 1   | Fecha 1           |
| Equipo Local         | Resultado | Equipo Visitante  |
| -------------------- | --------- | ----------------- |
| 9 de Octubre         | 3 - 1     | Olmedo            |
| Juventud Italiana    | 2 - 1     | Guayaquil Sport   |
| Deportivo Cuenca     | 6 - 0     | Politécnico       |
| Universidad Católica | 4 - 2     | América de Ambato |

| Fecha 2           | Fecha 2   | Fecha 2              |
| Equipo Local      | Resultado | Equipo Visitante     |
| ----------------- | --------- | -------------------- |
| Guayaquil Sport   | 1 - 3     | Universidad Católica |
| América de Ambato | 2 - 1     | Juventud Italiana    |
| Olmedo            | 0 - 0     | Deportivo Cuenca     |
| Politécnico       | 4 - 1     | 9 de Octubre         |

| Fecha 3              | Fecha 3   | Fecha 3          |
| Equipo Local         | Resultado | Equipo Visitante |
| -------------------- | --------- | ---------------- |
| 9 de Octubre         | 2 - 0     | América de Quito |
| Juventud Italiana    | 1 - 0     | Politécnico      |
| Deportivo Cuenca     | 6 - 0     | Guayaquil Sport  |
| Universidad Católica | 3 - 2     | Olmedo           |

| Fecha 4           | Fecha 4   | Fecha 4              |
| Equipo Local      | Resultado | Equipo Visitante     |
| ----------------- | --------- | -------------------- |
| 9 de Octubre      | 5 - 0     | Guayaquil Sport      |
| América de Ambato | 1 - 3     | Deportivo Cuenca     |
| Olmedo            | 2 - 2     | Juventud Italiana    |
| Politécnico       | 0 - 2     | Universidad Católica |

| Fecha 5           | Fecha 5   | Fecha 5              |
| Equipo Local      | Resultado | Equipo Visitante     |
| ----------------- | --------- | -------------------- |
| Guayaquil Sport   | 1 - 0     | América de Ambato    |
| Juventud Italiana | 0 - 0     | Universidad Católica |
| Deportivo Cuenca  | 3 - 0     | 9 de Octubre         |
| Politécnico       | 3 - 0     | Olmedo               |

| Fecha 6              | Fecha 6   | Fecha 6           |
| Equipo Local         | Resultado | Equipo Visitante  |
| -------------------- | --------- | ----------------- |
| 9 de Octubre         | 1 - 0     | Juventud Italiana |
| América de Ambato    | 2 - 0     | Politécnico       |
| Olmedo               | 3 - 2     | Guayaquil Sport   |
| Universidad Católica | 0 - 3     | Deportivo Cuenca  |

| Fecha 7              | Fecha 7   | Fecha 7           |
| Equipo Local         | Resultado | Equipo Visitante  |
| -------------------- | --------- | ----------------- |
| Guayaquil Sport      | 2 - 1     | Politécnico       |
| Deportivo Cuenca     | 3 - 0     | Juventud Italiana |
| Olmedo               | 1 - 1     | América de Ambato |
| Universidad Católica | 2 - 0     | 9 de Octubre      |

| Fecha 8           | Fecha 8   | Fecha 8              |
| Equipo Local      | Resultado | Equipo Visitante     |
| ----------------- | --------- | -------------------- |
| Guayaquil Sport   | 0 - 0     | Juventud Italiana    |
| América de Ambato | 1 - 0     | Universidad Católica |
| Olmedo            | 6 - 1     | 9 de Octubre         |
| Politécnico       | 2 - 1     | Deportivo Cuenca     |

| Fecha 9              | Fecha 9   | Fecha 9           |
| Equipo Local         | Resultado | Equipo Visitante  |
| -------------------- | --------- | ----------------- |
| 9 de Octubre         | 2 - 1     | Politécnico       |
| Juventud italiana    | 5 - 1     | América de Ambato |
| Deportivo Cuenca     | 7 - 2     | Olmedo            |
| Universidad Católica | 3 - 0     | Guayaquil Sport   |

| Fecha 10          | Fecha 10  | Fecha 10             |
| Equipo Local      | Resultado | Equipo Visitante     |
| ----------------- | --------- | -------------------- |
| Guayaquil Sport   | 5 - 3     | Deportivo Cuenca     |
| América de Ambato | 2 - 1     | 9 de Octubre         |
| Olmedo            | 1 - 1     | Universidad Católica |
| Politécnico       | 2 - 1     | Juventud Italiana    |

| Fecha 11             | Fecha 11  | Fecha 11          |
| Equipo Local         | Resultado | Equipo Visitante  |
| -------------------- | --------- | ----------------- |
| Guayaquil Sport      | 2 - 0     | 9 de Octubre      |
| Juventud Italiana    | 1 - 3     | Olmedo            |
| Deportivo Cuenca     | 8 - 0     | América de Ambato |
| Universidad Católica | 4 - 2     | Politécnico       |

| Fecha 12             | Fecha 12  | Fecha 12          |
| Equipo Local         | Resultado | Equipo Visitante  |
| -------------------- | --------- | ----------------- |
| 9 de Octubre         | 2 - 0     | Deportivo Cuenca  |
| América de Ambato    | 0 - 1     | Guayaquil Sport   |
| Olmedo               | 5 - 1     | Politécnico       |
| Universidad Católica | 2 - 1     | Juventud Italiana |

| Fecha 13             | Fecha 13  | Fecha 13             |
| Equipo Local         | Resultado | Equipo Visitante     |
| -------------------- | --------- | -------------------- |
| Guayaquil Sport      | 5 - 0     | Olmedo               |
| Juventud italiana    | 0 - 0     | 9 de Octubre         |
| Deportivo Cuenca (C) | 3 - 0     | Universidad Católica |
| Politécnico          | 1 - 1     | América de Ambato    |

| Fecha 14          | Fecha 14  | Fecha 14                  |
| Equipo Local      | Resultado | Equipo Visitante          |
| ----------------- | --------- | ------------------------- |
| 9 de Octubre      | 1 - 0     | Universidad Católica (SC) |
| Juventud Italiana | 1 - 0     | Deportivo Cuenca          |
| América de Ambato | 5 - 2     | Olmedo                    |
| Politécnico       | 5 - 2     | Guayaquil Sport           |

### Tabla de posiciones
|  |  |    | Equipo               | PJ | PG | PE | PP | GF | GC | DG  | PTS |
|  |  | -- | -------------------- | -- | -- | -- | -- | -- | -- | --- | --- |
|  |  | 1. | Deportivo Cuenca     | 14 | 9  | 1  | 4  | 46 | 13 | +36 | 19  |
|  |  | 2. | Universidad Católica | 14 | 8  | 2  | 4  | 24 | 16 | +8  | 18  |
|  |  | 3. | 9 de Octubre         | 14 | 7  | 1  | 6  | 19 | 21 | -2  | 14  |
|  |  | 4. | Guayaquil Sport      | 14 | 6  | 1  | 7  | 22 | 31 | -11 | 13  |
|  |  | 5. | Juventud Italiana    | 14 | 4  | 4  | 6  | 15 | 17 | -2  | 12  |
|  |  | 6. | Olmedo               | 14 | 4  | 4  | 6  | 28 | 35 | -7  | 12  |
|  |  | 7. | América de Ambato    | 14 | 5  | 2  | 7  | 18 | 30 | -12 | 12  |
|  |  | 8. | Politécnico          | 14 | 5  | 1  | 8  | 22 | 30 | -8  | 11  |

PJ = Partidos jugados; PG = Partidos ganados; PE = Partidos empatados; PP = Partidos perdidos; GF = Goles a favor; GC = Goles en contra; DG = Diferencia de gol; PTS = Puntos
|  | Campeón, ascendió a la Serie A 1973. |
|  | Subcampeón, disputó los Juegos de Promoción para poder disputar en la 1.ª fase ante el 7.º puesto de la Segunda Etapa de la Serie A 1972. |
|  | Ascendió a la Serie A 1973. |
|  | Disputó los Juegos de Promoción para poder disputar ante el campeón de la Segunda Categoría del Guayas 1972.                              |
|  | Disputó los Juegos de Promoción para poder disputar ante el campeón de la Segunda Categoría de Chimborazo 1972.                           |
|  | Disputó los Juegos de Promoción para poder disputar en el triangular ante el 8.º puesto de la Segunda Etapa de la Serie A 1972.           |

### Campeón
| |
| Club Deportivo Cuenca 1.er título Ascendió a la Serie A 1973 |
| También ascendió Club Deportivo de la Universidad Católica como subcampeón. |
| También ascendieron 9 de Octubre Fútbol Club como 3.º puesto de la tabla de posiciones de la Segunda etapa y 7.º puesto de la tabla acumulada y Guayaquil Sport Club como 4.º puesto de la tabla de posiciones de la Segunda etapa y 2.º puesto de la tabla acumulada. |

## Tabla acumulada
|  |  |     | Equipo               | PJ | PG | PE | PP | GF | GC | DG  | PTS |
|  |  | --- | -------------------- | -- | -- | -- | -- | -- | -- | --- | --- |
|  |  | 1.  | Deportivo Cuenca     | 28 | 16 | 5  | 7  | 79 | 37 | +42 | 37  |
|  |  | 2.  | Guayaquil Sport      | 28 | 12 | 6  | 11 | 46 | 47 | -1  | 29  |
|  |  | 3.  | Juventud Italiana    | 28 | 6  | 8  | 14 | 33 | 54 | -21 | 26  |
|  |  | 4.  | Politécnico          | 28 | 10 | 5  | 13 | 49 | 51 | -2  | 25  |
|  |  | 5.  | América de Ambato    | 28 | 9  | 4  | 15 | 38 | 57 | -19 | 23  |
|  |  | 6.  | Liga de Portoviejo   | 14 | 10 | 1  | 3  | 26 | 15 | +9  | 21  |
|  |  | 7.  | 9 de Octubre         | 28 | 8  | 5  | 15 | 39 | 56 | -17 | 21  |
|  |  | 8.  | Deportivo Quito      | 14 | 8  | 3  | 3  | 24 | 15 | +9  | 19  |
|  |  | 9.  | Universidad Católica | 14 | 8  | 2  | 4  | 24 | 16 | +8  | 18  |
|  |  | 10. | Olmedo               | 14 | 4  | 4  | 6  | 28 | 35 | -7  | 12  |

PJ = Partidos jugados; PG = Partidos ganados; PE = Partidos empatados; PP = Partidos perdidos; GF = Goles a favor; GC = Goles en contra; DG = Diferencia de gol; PTS = Puntos
|  | Ascendieron a la Serie A como Campeones. |
|  | Ascendió a la Serie A como Subcampeón. |
|  | Ascendió a la Serie A como Subcampeón, disputó los Juegos de Promoción para poder disputar en la 1.ª fase ante el 7.º puesto de la Segunda Etapa de la Serie A 1972.            |
|  | Ascendió a la Serie A. |
|  | Ascendió a la Serie A, disputó los Juegos de Promoción para poder disputar ante el campeón de la Segunda Categoría del Guayas 1972.                                             |
|  | Descendió a la Segunda Categoría de Tungurahua, disputó los Juegos de Promoción para poder disputar en el triangular ante el 8.º puesto de la Segunda Etapa de la Serie A 1972. |
|  | Descendió a la Segunda Categoría de Chimborazo, disputó los Juegos de Promoción para poder disputar ante el campeón de la Segunda Categoría de Chimborazo 1972.                 |
|  | Descendió a la Segunda Categoría de Manabí. |
|  | Descendió a la Segunda Categoría de Pichincha. |

## Juegos de Promoción (Guayas)
| Fecha    | Equipo          | Resultado | Equipo          |
| -------- | --------------- | --------- | --------------- |
| 07.01.73 | Everest         | 0-0       | Guayaquil Sport |
| 24.01.73 | Guayaquil Sport | 1-0       | Everest         |

 NOTA: Para esta etapa se jugó en una sola fase la única fase se jugó el campeón de la Segunda Categoría del Guayas de 1972, que fue Everest contra el equipo que sea guayaquileño en que se ubicó en la cuarta posición de la Segunda etapa de la Serie B 1972, que fue Guayaquil Sport, el ganador se enfrentó ante el campeón de la Segunda Categoría del Guayas de 1972; siempre y cuando este sea de Guayaquil en caso de que dicho equipo logró pasar esta fase en este caso Guayaquil Sport ascendió a la Serie A para la temporada de 1973, mientras el perdedor en este caso Everest permaneció en la Segunda Categoría del Guayas.

### Clasificación final
|                                            |                                                       |
| Guayaquil Sport Ascendió a la Serie A 1973 | Everest Permaneció en la Segunda Categoría del Guayas |

## Juegos de Promoción (Pichincha)

### 1.ª fase
| Fecha    | Equipo               | Resultado | Equipo               |
| -------- | -------------------- | --------- | -------------------- |
| 14.01.73 | Universidad Católica | 2-0       | Liga de Quito        |
| 19.01.73 | Liga de Quito        | 1-1       | Universidad Católica |
| 28.01.73 | Liga de Quito        | 1-2       | Universidad Católica |

### 2.ª fase
| Fecha    | Equipo               | Resultado | Equipo               |
| -------- | -------------------- | --------- | -------------------- |
| 04.02.73 | Universidad Católica | 4-0       | Aucas                |
| 11.02.73 | Aucas                | 1-1       | Universidad Católica |

 NOTA: Para esta etapa se jugó en 2 fases la 1.ª fase jugó el subcampeón de la Serie B de 1972, que fue Universidad Católica contra el equipo que sea quiteño en que se ubicó en la posición más baja del Campeonato Ecuatoriano de Fútbol de la Serie A de 1972, que fue Liga Deportiva Universitaria, en la 2.ª fase el ganador de la fase anterior se enfrentó ante el campeón de la Segunda Categoría de Pichincha de 1972; siempre y cuando este sea de Quito en caso de que dicho equipo logró pasar estas 2 fases en este caso Universidad Católica ascendió a la Serie A para la temporada de 1973, mientras los perdedores en este caso Liga Deportiva Universitaria descendió a la Segunda Categoría de Pichincha para la temporada de 1973 y Aucas permaneció en la Segunda Categoría de Pichincha.

### Clasificación final
|                                                                                 |                                                 |                                                       |
| Liga Deportiva Universitaria Descendió a la Segunda Categoría de Pichincha 1973 | Universidad Católica Ascendió a la Serie A 1973 | Aucas Permaneció en la Segunda Categoría de Pichincha |

## Juegos de Promoción (Tungurahua)

### 1.ª fase
| Fecha    | Equipo            | Resultado | Equipo            |
| -------- | ----------------- | --------- | ----------------- |
| 25.03.73 | América de Ambato | 4-0       | San Antonio       |
| 01.04.73 | Macará            | 1-0       | América de Ambato |
| 08.04.73 | Macará            | 11-1      | San Antonio       |

### 2.ª fase
| Fecha    | Equipo            | Resultado | Equipo      |
| -------- | ----------------- | --------- | ----------- |
| 22.04.73 | América de Ambato | 0-2       | Macará      |
| 29.04.73 | Macará            | 6-1       | San Antonio |

 NOTA: Para esta etapa se jugó en 2 fases la 1.ª fase jugó el equipo que sea ambateño en que se ubicó en la posición más baja de la Serie B de 1972, que fue América de Ambato contra el campeón de la Segunda Categoría de Tungurahua de 1972, que fue San Antonio, en la 2.ª fase el ganador de la fase anterior se enfrentó ante el equipo en que se ubicó en la posición más baja de la Serie B de 1972; siempre y cuando este sea de Ambato en caso de que dicho equipo logró pasar estas 2 fases en este caso Macará permaneció en la Serie A, mientras los perdedores en este caso América de Ambato descendió a la Segunda Categoría de Tungurahua para la temporada de 1973 y San Antonio permaneció en la Segunda Categoría de Tungurahua.

### Clasificación final
|                                 |                                                                       |                                                              |
| Macará Permaneció en la Serie A | América de Ambato Descendió a la Segunda Categoría de Tungurahua 1973 | San Antonio Permaneció en la Segunda Categoría de Tungurahua |

## Juegos de Promoción (Chimborazo)
| Fecha    | Equipo            | Resultado | Equipo            |
| -------- | ----------------- | --------- | ----------------- |
| 06.05.73 | Atlético Riobamba | 0-0       | Olmedo            |
| 09.05.73 | Olmedo            | 0-0       | Atlético Riobamba |

 NOTA: Para esta etapa se jugó en una sola fase la única fase se jugó el campeón de la Segunda Categoría de Chimborazo de 1972, que fue Atlético Riobamba contra el equipo que sea riobambeño en que se ubicó en la sexta posición de la Segunda etapa de la Serie B 1972, que fue Olmedo, el ganador se enfrentó ante el campeón de la Segunda Categoría de Chimborazo de 1972; siempre y cuando este sea de Riobamba en caso de que dicho equipo logró pasar esta fase en este caso Atlético Riobamba ascendió a la Serie A para la temporada de 1973, mientras el perdedor en este caso Olmedo descendió a la Segunda Categoría de Chimborazo para la temporada de 1973.

### Clasificación final
|                                              |                                                            |
| Atlético Riobamba Ascendió a la Serie A 1973 | Olmedo Descendió a la Segunda Categoría de Chimborazo 1973 |

## Goleadores
| Jugador          | Equipo           | Goles |
| ---------------- | ---------------- | ----- |
| Ángel Liciardi   | Deportivo Cuenca | 24    |
| Italo Cavagnari  | Olmedo           | 20    |
| Vicente Martínez | Deportivo Cuenca | 17    |